# Pete Wingfield
Pete Wingfield (7 de maio de 1948, Liphook, Hampshire, é um produtor musical, tecladista, compositor, cantor e jornalista musical inglês.